# 5695 (année hébraïque)
5695 (hébreu : ה'תרצ"ה , abbr. : תרצ"ה) est une année hébraïque qui a commencé à la veille au soir du 10 septembre 1934 et s'est finie le 27 septembre 1935. Cette année a compté 383 jours. Ce fut une année embolismique dans le cycle métonique, avec deux mois de Adar - Adar I et Adar II. Ce fut la quatrième année depuis la dernière année de chemitta.

## Calendrier
Ce calendrier hébraïque de l'année 5695 donne les correspondances avec les dates du calendrier grégorien.
Le premier nombre dans chaque case correspond au jour du mois hébraïque. Les jours en couleurs sont des jours remarquables juifs .
| ◄◄ | 5695 | ►► |

## Événements
- Accord franco-italien de Rome (1935)
- Conférence de Stresa
- Lois de Nuremberg

## Naissances
- Aryeh Kaplan
- Gad Yaacobi

## Décès
- Edmond de Rothschild
- Magnus Hirschfeld

5690 - 5691 - 5692 - 5693 - 5694 - 5695 - 5696 - 5697 - 5698 - 5699 - 5700